# Organizacija za varnost in sodelovanje v Evropi
Organizacija za varnost in sodelovanje v Evropi (OVSE) (angleško: Organization for Security and Co-operation in Europe; kratica: OSCE) je mednarodna organizacija za varnost. Ukvarja se z vrsto varnostnih vprašanj, med najpomembnejše štejejo: nadzor oborožitve, preventivna diplomacija, ukrepi za graditev zaupanja in varnosti, človekove pravice, demokratizacija, nadzor volitev ter ekonomska in okoljska varnost. OVSE, kot se organizacija imenuje od leta 1994, je danes največja regionalna varnostna organizacija v svetu, v njej pa sodeluje 56 držav iz Evrope, srednje Azije in severne Amerike. 
OVSE izvira iz leta 1972. V tem letu se je pričel proces Konference o varnosti in sodelovanju v Evropi (KVSE), ki je leta 1975 privedel do sprejema Helsinške sklepne listine.
V prejšnjem desetletju je bilo ustanovljenih več organov OVSE: Svet zunanjih ministrov, kot osrednji posvetovalni organ in Visoki svet. Ustanovljene so bile tudi tri stalne institucije: Sekretariat OVSE, Center za preprečevanje konfliktov ter Urad za svobodne volitve. Delovanje OVSE temelji na posvetovalnem pristopu k varnosti, poudarek je na konceptu t. i. kooperativne varnosti. Pomembno vlogo OVSE prevzema tudi na kriznih območjih, kjer si misije OVSE prizadevajo za preprečevanje ali reševanje konfliktov, za pospeševanje političnih dogovorov ter krepitev civilne družbe in vladavine prava.
Slovenija v OVSE sodeluje od marca 1992 in delovanju te organizacije v svoji zunanji politiki namenja znatno podporo. Glede možnosti zagotavljanja varnosti se OVSE razlikuje od organizacij, ki temeljijo na načelih kolektivne varnosti (OZN) ali kolektivne obrambe (NATO). Sodelovanje v OVSE Sloveniji zagotavlja predvsem vključenost v procese krepitve varnosti s pospeševanjem sodelovanja, krepitvijo medsebojnega zaupanja in s preventivno diplomacijo.
Slovenija je bila predsedujoča država OVSE v letu 2005.

## Sodelujoče države
K organizaciji za varnost in sodelovanje v Evropi je pristopilo 56 sodelujočih držav, od katerih jih je 51 podpisalo tudi Helsinško sklepno listino, 47 pa Pariško listino.
| - Albanija - Andora - Armenija - Avstrija - Azerbajdžan - Belorusija - Belgija - Bosna in Hercegovina - Bolgarija - Ciper - Češka - Črna gora - Danska - Estonija - Finska - Francija - Gruzija - Grčija - Hrvaška - Islandija | - Irska - Italija - Kanada - Kazahstan - Kirgizistan - Latvija - Lihtenštajn - Litva - Luksemburg - Madžarska - Severna Makedonija - Malta - Moldavija - Monako - Nemčija - Nizozemska - Norveška - Poljska - Portugalska | - Romunija - Rusija - San Marino - Slovaška - Slovenija - Srbija - Španija - Švedska - Švica - Tadžikistan - Turčija - Turkmenistan - Ukrajina - Uzbekistan - Vatikan - Združene države Amerike - Združeno kraljestvo |